# Norma Cossetto
Norma Cossetto (Labinci kraj Kaštelira, 17. svibnja 1920. – Tinjan ili jama kod Šurani, 4. ili 5. listopada 1943.), fašistkinja, žrtva partizanskih fojbi

## Životopis
Bila je iz obitelji labinčanskih zemljoposjednika i istaknutih fašista (otac Giuseppe joj je bio načelnik Vižinade i časnik fašističke milicije, vođa lokalnog Partito Nazionale Fascista, 1943. službenik Milizia Volontaria per la Sicurezza Nazionale i premješten u zapovjedništvo u Trst) a i sama je bila članica sveučilišne grupe fašista. Nakon završene gimnazije u Gorici 1939., studirala je književnost i filozofiju na Sveučilištu u Padovi. Od 1941. uz studij predavala je u školama u Pazinu i Poreču, a ljeta 1943. pripremala je diplomski rad na temu Crvene Istre (o boksitu).
Nakon kapitulacije Italije 8. rujna 1943., u Istri se dijelom uspostavlja vlast narodnooslobodilačkih odbora hrvatskog partizanskog pokreta. Kuća Cossettovih, po svjedočenju Normine sestre Licie, opljačkana je 25. rujna, a dan kasnije Normu su odveli u partizansko zapovjedništvo u Višnjanu, ali i pustili. Partizani su je, s više drugih stanovnika Labinci i okolnih mjesta, ponovo uhitili 27. rujna i zatvorili u Poreču, a nekoliko dana kasnije prebačena je u Tinjan. Tamo su je mučili i višestruko silovali te naposljetku, u noći između 4. i 5. listopada, bacili u jamu kod Šurani, zajedno s još 25 drugih uhićenika. Nakon njemačke okupacije Istre (operacija Orao) njezino je tijelo 10. prosinca 1943. izvađeno iz jame. Temeljem sestrinog iskaza pronađeni su njezini silovatelji i mučitelji. Nijemci su uhitili njih 16 te ih strijeljali nakon što su noć morali probdjeti uz Normino tijelo koje je potom pokopano na labinčanskom groblju. Norma Cossetto je istarskim ezulima simbol stradanja u partizanskim fojbama, a 2005. talijanski ju je predsjednik Carlo Azeglio Ciampi posmrtno odlikovao Zlatnom medaljom za civilne zasluge (Medaglia d'oro al merito civile). Njezinim imenom bila je 1944. u Trstu nazvana jedina ženska paravojna fašistička postrojba Talijanske Socijalne Republike (RSI, Repubblica Sociale Italiana). Sveučilište u Padovi dodijelilo joj je 1949. posmrtno diplomu honoris causa, u nekoliko talijanskih gradova njezinim su imenom nazvane ulice ili ustanove, a u Trstu od 2009. ima spomenik. Iste godine namjeravali su u Zajednici Talijana u Labincima svoj dom nazvati po njoj, ali bilo je oštrih javnih protivljenja iz Saveza antifašističkih boraca Istre (Udruga antifašističkih boraca i antifašista), u kojem su smatrali da je Norma Cossetto "kao aktivni fašist bila odgovorna za mnoge zločine nad Istranima. Stoga ne zaslužuje nikakvu počast, a k tomu njen su otac i ujak bili ratni zločinci" (citat iz Glasa Istre), pa je ta inicijativa zamrla.
U Italiji je 2018. snimljen film redatelja Maximiliana Hernanda Bruna Red Land (Rosso Istria) na temu Norme Cossetto.